# Multi-level marketing
Multi-level marketing (MLM) of netwerkmarketing is een bedrijfsmodel waar zelfstandige verkopers inkomsten verwerven door directe verkoop van producten en door werven van nieuwe verkopers. MLM maakt gebruik van persoonlijke relaties tussen verkoper en klant.
MLM wordt vaak bekritiseerd onder andere door vergelijking met een piramidespel. Het is, mits aan voorwaarden wordt voldaan, legaal in Nederland en de Verenigde Staten.
De Europese Commissie definieert MLM als volgt: 
De verkoper mag:
- producten kopen tegen gereduceerde prijs voor doorverkoop of eigen gebruik
- producten doorverkopen aan zowel eindklanten als andere verkopers
- wederverkopers werven die op hun beurt ook weer onafhankelijke andere verkopers mogen werven

De verkoper is niet afhankelijk van verkopers boven hem. Hij ontvangt afhankelijk van het marketingplan van het moederbedrijf (de MLM-onderneming) een bonus gebaseerd op de eigen directe verkoop en de verkoop door verkopers die onder hem vallen.

## Werkwijze

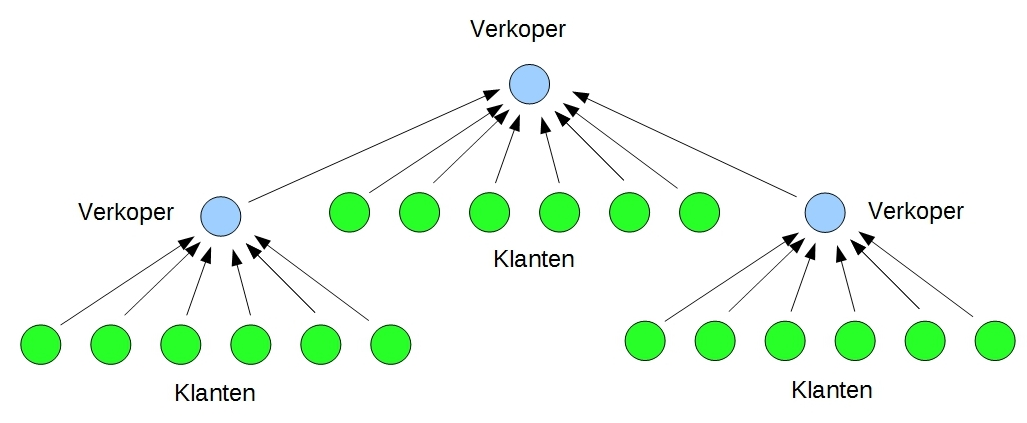
de MLM-piramide

De MLM-verkoper is een zelfstandig ondernemer en dus niet in dienst van de MLM-onderneming. Hij kan zijn bedrijf in deeltijd of voltijds uitoefenen. Winst ontstaat door verkoop van producten aan klanten, vaak mensen uit het persoonlijke relatienetwerk, en door bonus uit werven van nieuwe verkopers. Verkopers worden soms ook 'business owners', 'wederverkopers', 'consultants' of 'distributeurs' genoemd. Werving van verkopers voor een MLM-onderneming vindt plaats via internet of via persoonlijk contact met iemand die al verkoper is.  De verkoper is 'sponsor' van de verkopers die hij zelf geworven heeft. Hij heeft belang bij goed presteren van zijn verkopers omdat dit extra bonus oplevert. Soms kan dit door bijvoorbeeld een deel van de bonus of inkoopkorting door te geven aan de gesponsorde verkoper. Een verkoper kan meerdere verkopers onder zich hebben. Die kunnen op hun beurt ook weer verkopers onder zich hebben. Op deze wijze ontstaat een organisatiestructuur met de vorm van een piramide met de eerste verkoper aan de top.
De term 'upline' wordt gebruikt voor iedereen die boven in de verkooppiramide staat (de sponsors). De term 'downline' staat voor alle verkopers die onder een sponsor vallen en waar men eventueel bonus of commissie voor kan krijgen. Commissieregelingen kunnen gecompliceerd zijn. Ze kunnen bonussen geven voor zowel werving van verkopers als de verkopen van deze verkopers.  Het MLM-moederbedrijf heeft geen eigen verkopers in dienst maar verzorgt vaak wel cursussen en opleidingen tegen geen of een beperkte bijdrage. Hier leert men hoe de producten het beste kunnen worden verkocht. Bijeenkomsten hebben als belangrijkste functie of doel de verkopers scherp gemotiveerd te houden door onder andere succesverhalen en het uitreiken van prijzen en bonussen op basis van de gegenereerde inkomsten. Vaak wordt bij het behalen van bepaalde verkoopniveaus een status aan de verkoper toegekend zoals 'senior consultant', 'supervisor' of 'millionair team'.

## Geschiedenis
Nutrilite was in Verenigde Staten al in de jaren 30 een van de eerste bedrijven die gebruik maakte van MLM. Het Amerikaanse bedrijf Amway maakt sinds 1959 gebruik van MLM.
De firma Tupperware, een van de eerste bedrijven die in de jaren 60 via de 'Tupperware-parties' direct marketing in Nederland introduceerde, wordt vaak als MLM-bedrijf genoemd maar is dat gezien haar structuur niet. De aangesloten zelfstandige consulenten zijn in maximaal twee 'levels' opgedeeld. Een echte piramidestructuur ontbreekt. In de jaren zestig ontstonden ook de eerste organisaties voor belangenbehartiging van netwerkmarketing in onder andere België, Duitsland, Frankrijk, Groot-Brittannië en Italie.
De World Federation of Direct Selling Associations (WFDSA) geeft cijfers over de groei van direct sales wereldwijd en in Europa. Omdat 80% tot 90% van de direct sales MLM gerelateerd is zegt dit ook veel over de groei van MLM: de totale omzet voor direct sales was tussen 2012 en 2013 wereldwijd met 8,1% gegroeid tot bijna 170 miljard euro. In België ging het in 2013 om 140 miljoen euro met 18.100 onafhankelijke verkopers  (5% groei), in Nederland om een omzet van 111 miljoen euro met 53.057 onafhankelijke verkopers (8,6% groei).
In Europa ontstond in 1991 de FEDSA (Federation of European Direct Selling Associations). Zij behartigde de belangen van netwerkmarketingorganisaties. In 2011 veranderde de organisatie haar naam naar SELDIA (The European Direct Selling Association). In 2015 worden 28 landelijke DSA's (Direct Seller Associations) en 16 zakelijke ondernemingen zoals Amway vertegenwoordigd.

## Wetgeving
Een van de belangrijkste risico's van MLM is dat het zich ontwikkelt tot piramidespel. Deze zorg komt in wetgeving wereldwijd naar boven.
In de Verenigde Staten kwam de discussie over vermeende illegaliteit van MLM-bedrijven al eerder op gang. In 1979 leidde dit onder andere tot de uitspraak van de Federal Trade Commission (FTC) dat de werkwijze van Amway geen piramidekarakter had. Het belangrijkste argument hiervoor was het accepteren van zekere regels om te voorkomen dat het een piramidespel zou worden, met name dat 70% van het inventaris doorverkocht moest zijn voordat een nieuwe order kon worden geplaatst, en dat deelnemers elke maand minstens tien klanten (buiten Amway dus) moesten hebben, en verder dat Amway een terugkoopplicht had voor deelnemers die eruit wilden. De pretentie was dat het grootste deel van de inkomsten ontstond door daadwerkelijke verkoop van producten, en zo werd de illegaliteit van het piramidespel althans voorwaardelijk omzeild. In de praktijk werden dergelijke voorwaarden alleen in naam gehonoreerd, en deelnemers verklaarden dat zij die regels volgden. Illegale prijsbeïnvloeding en misleiding wat betreft de mogelijke inkomsten werden wel bewezen. Deze en andere ervaringen waren later ook basis voor de regelgeving in Europa.
De opkomst van multi-level marketing in Europa leidde in 1999 tot aanbevelingen van de Europese Commissie om wetgeving in alle landen van de Europese Unie gelijk te trekken. Hierbij werd ook rekening gehouden met de bestaande wetgeving op het gebied van kansspelen en piramidespelen. Essentieel is echter dat bij multi-level marketing het grootste deel van de winst tot stand komt door verkoop van producten voor een reële prijs en niet door werving van nieuwe wederverkopers. Het gevaar van een piramidespel blijft dus op de achtergrond aanwezig. De bestaande wetgevingen hielden ook te weinig of geen rekening met het feit dat een persoon tegelijk koper en verkoper kon zijn van een product. Dit gaf, gecombineerd met de vaak geringe ervaring van veel MLM-verkopers en het risico van een piramidespel, reden tot zorg.
De commissie deed diverse aanbevelingen waar nationale regelgeving aan zou moeten voldoen waaronder:
- iedere beloning dient terug te voeren zijn op concrete verkoop van producten dus niet op basis van rekruteren of eerste inleg van deelnemers om mee te mogen doen.
- verplichte terugkoopregeling door het MLM-bedrijf als deelnemers willen stoppen. Maximaal 10% aftrek van administratiekosten.
- de startinleg die beginnende deelnemers betalen, mag geen winst opleveren. Ze mag maximaal kostendekkend zijn voor onder andere trainingen en waarde van het startpakket.
- voorraadvorming bij deelnemers zonder daadwerkelijke verkoop moet worden tegengegaan. Bijvoorbeeld door een regel waarbij inkoop pas mogelijk is als 70% van de voorraad verkocht is of, beter, inkoop pas nadat een eindklant een bestelling heeft gedaan.
- ook als een deelnemer verkopers onder zich heeft, moet het grootste deel van zijn inkomsten bestaan uit directe verkopen die hij zelf doet.

In Nederland wordt MLM gebaseerd op de Europese regelgeving door de wetgever niet per definitie als piramidespel gezien. Het Hof van beroep te Brussel verwierp op 2 december 2013 de veroordeling  in 2011 van het MLM-bedrijf Herbalife wegens piramideverkoop.
Naar aanleiding van Kamervragen in Nederland in 2013 gaf de minister wederom aan dat multi-level marketing is toegestaan als aan de juiste voorwaarden wordt voldaan: met name winst uit verkoop van producten en geen piramidespel.
In 2016 kwam de Amerikaanse FTC na een rechtszaak met Herbalife overeen om een totaalbedrag van 200 miljoen dollar terug te betalen aan benadeelde consumenten. Beloofde inkomsten konden door Herbalife niet waar worden gemaakt. Het belangrijkste deel van de inkomsten bestond uit bonus voor werving, niet daadwerkelijke verkopen. Tegelijk werden verdere richtlijnen gegeven waar ook andere MLM bedrijven in de toekomst rekening mee moesten houden. In het vervolg moest minimaal 80% van de inkomsten uit verkoop bestaan. Dit zal 7 jaar lang worden gecontroleerd door een speciaal aan te stellen Compliance officer.
Het bedrijf achter IM Academy is in België veroordeeld op basis van de Europese Richtlijn oneerlijke handelspraktijken. In Nederland zijn in 2023 Kamervragen gesteld en beantwoord over het feit dat IM Academy in Nederland nog wel actief is met dezelfde praktijken. De beslisnota bij het antwoord op de Kamervragen vermeldt dat er recent nieuwe voorstellen zijn gepubliceerd door de Europese Commissie voor onder meer aanscherpingen van de regels rond reclame-uitingen van finfluencers en provisies, en dat het raadzaam is de onderhandeiingen hierover af te wachten alvorens nadere nationale regelgeving te overwegen of te verkennen.

### Islamitisch perspectief
Er bestaan afhankelijk van land of moefti fatwa's die deelname aan en organisatie van MLM toestaan maar ook die het verbieden. Een 'halal'-verklaring voor een bedrijf door een sharia-adviseur zou mogelijke twijfels voor eventuele deelnemers of kopers weg kunnen nemen.

## Kritiek
Een groot aantal Nederlandse en buitenlandse websites komt met soms stevige kritiek op MLM. Hieronder staan de meest gehoorde punten van kritiek.

### Piramidespel
MLM heeft een risico dat het zich tot een piramidespel ontwikkelt. Dit is het geval als het werven van nieuwe verkopers meer oplevert dan de eigenlijke verkoop van producten of als producten vooral binnen de piramide verkocht worden. In dat geval zullen de laatst geworven verkopers in de piramide per definitie verlies draaien. Dat is in Europa en de Verenigde Staten wettelijk verboden.

### Inkomsten
Inkomsten uit MLM zouden lang niet zo hoog zijn als wordt beweerd: onder andere het programma kassa van de VARA concludeerde op basis van onderzoek van de Radboud Universiteit Nijmegen dat verkopers bij MLM-bedrijven over het algemeen verlies maken. Het gemiddelde inkomen zou tussen de 2 en 184 euro per maand liggen, het inkomen van de topverdieners meegerekend.
MLM-bedrijven zijn terughoudend met exacte cijfers. Ook blijkt een groot aantal 'verkopers' voornamelijk voor eigen gebruik in te kopen.
Een onderzoek in Duitsland in 2012 onder de tien grootste MLM-ondernemingen wees uit dat het gemiddeld maandelijks inkomen per verkoper tussen de 2 en 168 euro uitkwam. Dit was op basis van de totale omzet en aantal verkopers per MLM-onderneming, kosten en bonussen maar exclusief sociale lasten.
Een van de grotere MLM-organisaties geeft op haar website een indruk van de inkomenspiramide: 82,7% van de leden in Nederland had in 2013 vrijwel geen inkomen uit verkoop behalve goedkopere producten voor eigen gebruik en een kleine winst uit verkoop.  De overige leden die werk maakten van een actief klantbestand en opleiden van nieuwe eigen verkopers haalde het grootste deel een bonus van maximaal 100 euro per maand. Enkele tientallen zouden ervan kunnen leven. Van de genoemde bonussen moeten overigens ook nog bedrijfskosten, sociale lasten en dergelijke worden betaald. Winst uit verkoop naast de bonus was voor al deze leden samen in 2012 gemiddeld 120 euro. Voor de niet actieve leden valt de winst dus veel lager uit, voor actieve leden hoger.

### Sektarisch
MLM zou kenmerken van een sekte hebben: MLM-ondernemingen spelen sterk in op behoeften van mensen om in een hechte gemeenschap zinvol werk te verrichten. De MLM-onderneming zou haar verkopers een kans bieden in een oneerlijke zakenwereld. Uiteindelijk wordt echter het zakelijk risico op de verkoper afgewenteld. De 'familieband' die aanvankelijk tussen de leden leek te bestaan blijkt weinig waard.

### Ethiek
MLM zou op oneerlijke wijze misbruik maken van verkopers. Slechts enkelen winnen, maar de meesten verliezen. Dit is het gevolg van de piramidestructuur van MLM-bedrijven. De toenemende discussie rond MLM en directe verkoop leidden er in september 2014 toe dat het bedrijf Avon opstapte bij de Amerikaanse Direct Selling Association (DSA) waarvan alle grote Amerikaanse directsellers lid zijn. Reden was Avons kritiek dat de ethische standaarden van de DSA niet hoog genoeg zouden zijn. Hierdoor zouden MLM-bedrijven met minder goede bedoelingen toetreden met negatieve uitstraling tot gevolg. Een jaar eerder had Tupperware met eenzelfde argumentatie al afscheid genomen van direct sales met verwijzing naar piramideconstructies bij malafide MLM-bedrijven.

## Vergelijking met andere bedrijfsmodellen

### Netwerkmarketing
Het grootste deel van de wetenschappelijke, overheids, MLM-kritische en commerciële publicaties stelt dat MLM gelijk is aan netwerkmarketing.  Er zijn echter enkele auteurs die een verschillende definitie hanteren: netwerkmarketing en direct selling gaan over een systeem van distributie. Multi-level marketing richt zich primair op het compensatieplan waardoor de nadruk ligt op het werven van verkopers in de "downline".

### Direct marketing
Direct marketing gaat uit van een directe en persoonlijke benadering van klanten. Bij multi-level marketing komt daar werving van nieuwe verkopers bij.

### Franchising
Bij franchise ondernemen is de investering en de professionaliteit van de ondernemer vaak vele malen groter dan bij MLM. Ook wordt voor de verkoop minder vertrouwd op het privénetwerk van de ondernemer. In tegenstelling tot bij MLM mogen franchisenemers juist geen andere franchisenemers werven.

### Colportage, deur-aan-deurverkoop
Het verschil met colportage of deur-aan-deurverkoop is dat daar slechts een enkel niveau van verkoper naar klant bestaat (single-level marketing). Er worden geen andere verkopers geworven. Bij colportage kent de verkoper de klant over het algemeen niet.